# 엘리자베스 스튜어트
엘리자베스 스튜어트(영어: Elizabeth Stuart, 독일어: Elisabeth Stuart, 체코어: Alžběta Stuartovna 1596년 8월 19일 ~ 1662년 2월 13일)은 잉글랜드와 스코틀랜드 왕국의 공주이자 팔츠 선제후비, 보헤미아의 왕비이다. 팔츠 선제후 프리드리히 5세의 아내이다.

## 생애
엘리자베스가 태어났을 당시 스코틀랜드의 왕이었던 그녀의 아버지 제임스 1세는 잉글랜드 여왕 엘리자베스 1세의 환심을 사기 위해 딸에게 여왕과 같은 이름을 붙였다. 1603년 엘리자베스 1세가 죽자 제임스 1세는 잉글랜드와 아일랜드의 왕위를 물려받았다.
1613년 팔츠 선제후 프리드리히 5세와 결혼해 하이델베르크에서 생활했다. 1619년 남편 프리드리히 5세가 보헤미아의 왕이 되면서 그녀 또한 왕비가 되었으나 이듬해 백산 전투로 물러났다. 1622년에는 합스부르크 왕가가 본국 팔츠 선제후령을 침공하여 네덜란드로 망명해 헤이그에서 살았다. 남편이 죽고 난 뒤 1661년 영국으로 돌아와 이듬해 런던에서 죽었다.

## 가족 관계
스코틀랜드 왕 제임스 6세 겸 잉글랜드 왕 제임스 1세와 그 왕비 덴마크의 앤 사이에서 장녀로 태어났으며, 동생으로는 찰스 1세가 있다. 프레데리크 2세는 외할아버지, 크리스티안 4세는 외숙부에 해당한다. 하노버 왕가의 조지 1세는 그녀의 외손자라는 혈연으로 영국의 왕위를 계승했다.
엘리자베스는 남편 프리드리히 5세와의 사이에서는 13명의 자녀를 두었다.